# Phyllangia
Phyllangia is een geslacht van neteldieren uit de klasse van de Anthozoa (bloemdieren).

## Soorten
- Phyllangia americana Milne Edwards & Haime, 1849
- Phyllangia consagensis (Durham & Barnard, 1952)
- Phyllangia dispersa Verrill, 1864
- Phyllangia echinosepes Ogawa, Takahashi & Sakai, 1997
- Phyllangia granulata Koch, 1886
- Phyllangia hayamaensis (Eguchi, 1968)
- Phyllangia papuensis Studer, 1878
- Phyllangia pequegnatae Cairns, 2000